# Апостолический король
Его (королевское) апостолическое величество (лат. Rex Apostolicus/Regina Apostolica, венг. Apostoli Királya, нем. Apostolische Majestät) — титул, используемый королями Венгрии в знак того, что они были поздними распространителями христианства, одновременно с этим подчеркивая божественное происхождение их власти.

## Первая креация
Первый раз титул был возложен в 1000 году Папой Сильвестром II на Иштвана I Святого, первого крещеного короля Венгрии. Он получил его в качестве особого признания его заслуг по распространению Христианства в Венгрии и его усилия, приложенные к крещению язычников. Согласно традиции Иштван также получил духовный титул Папского легата.
Личный летописец Святого Иштвана епископ Раабский писал, что Папа объявил Короля «подлинным апостолом» Христа, ссылаясь на его праведные труды по распространению в Венгрии католической веры. В Папской Булле от 27 марта 1000 года Сильвестр даровал Иштвану корону и титул Короля, возвращая ему королевство, которое тот предложил Святому престолу. За ним закреплялось право нести в процессии перед собой крест, что давало ему административную власть над священнослужителями и церквями.

## Вторая креация
Когда Папа Лев X даровал Генриху VIII Тюдору титул «защитника веры» в 1521 году, венгерское дворянство во главе с Иштваном Вербоци — будущим Палатином венгерским — вступили в переговоры со святым престолом о возвращении титула Апостолического величества королю Лайошу II, ссылаясь на дарованный Папой Сильвестром II титул. Но их попытки успехом не увенчались.
В 1627 году Император Фердинанд III попытался вернуть себе титул, но, столкнувшись с сопротивлением со стороны кардинала Петера Пазманя и Святого престола в целом, отказался от свои намерений.
Титул был возобновлен Папой Климентом XIII в 1738 году для Императрицы Священной Римской Империи Марии Терезии. Королева Венгрии, её потомки, Императоры Австрии династии Габсбургов в дальнейшем продолжали носить титул апостолический король Венгрии; он использовался непосредственно королём, а также в письмах и бумагах, адресованных ему. Мария Терезия использовала женскую версию титула впервые в верительных грамотах кардиналу, направленному в Коллегию кардиналов после смерти Папы Бенедикта XIV. В этих документах выражалась надежда, что титул в будущем не будет отнят у правителей Венгрии. Папа Климент XIII, узнав о желании Марии Терезии, даровал ей и её потомкам особым бреве титул 19 августа 1758 года. С тех пор это стало официальной частью титула Императоров Австрии. Был издан специальный императорский эдикт, в котором указывалось, что титул «Апостолический король Венгрии» должен употребляться во всех законах, документах и других официальных записях. После этого Короли Венгрии носили этот титул, который присуждался им только после коронации и не принадлежал до неё. Титул не распространялся ни на супругу короля, ни на других членов династии, ни даже на кронпринца. Права, осуществляемые короной по отношению к Католической церкви Венгрии, не были связаны с титулом Апостолического короля, они осуществлялись на основе королевского покровительства.
Император Австро-Венгрии Франц Иосиф I использовал титул «Его императорское и королевское апостолическое величество» (Seine Kaiserliche und Königlich Apostolische Majestät), его супруга императрица Элизабет именовалась «Её императорское и королевское апостолическое величество» (Ihre Kaiserliche und Königlich Apostolische Majestät).
Титул был упразднен с момента распада Австро-Венгерской империи в 1918 году. Современные представители дома Габсбургов не используют этот титул.